# ناكيد أند أفريد
ناكيد أند أفريد (بالإنجليزية: Naked and Afraid)‏ هو برنامج تلفزيوني واقعي يبث على قناة ديسكفري.في كل حلقة حياة يلتقي اثنين من البقائيين (رجل واحد وامرأة واحدة) لأول مرة عراة ويتم تكليفهما بمهمة البقاء على قيد الحياة في البرية لمدة 21 يومًا.يُسمح لكل ناجٍ بإحضار عنصر واحد مفيد مثل المنجل أو جهاز إشعال النار. بعد أن يجتمعوا في المكان المخصص يجب على الشركاء بناء مأوى والعثور على الماء والغذاء.

## وصلات خارجية
- ناكيد أند أفريد على موقع IMDb (الإنجليزية)
- ناكيد أند أفريد على موقع روتن توميتوز (الإنجليزية)
- ناكيد أند أفريد على موقع كينوبويسك (الروسية)
- ناكيد أند أفريد على موقع قاعدة بيانات الفيلم (الإنجليزية)